# Colonia penale

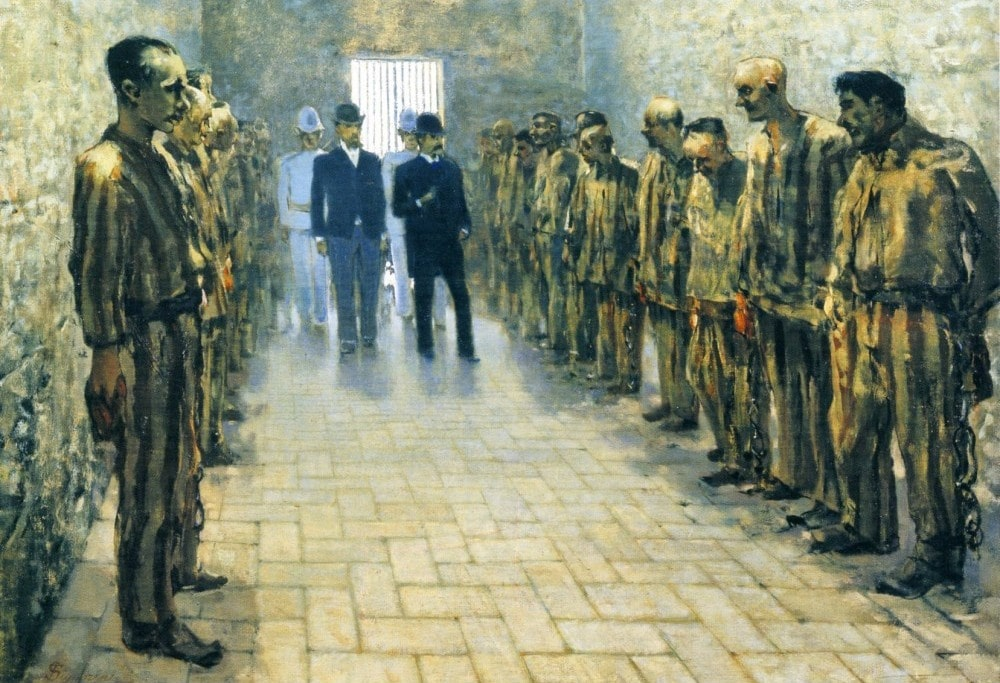
Bagno penale a Portoferraio, dipinto di Telemaco Signorini, 1890 circa

Una colonia penale (anche bagno penale) è una colonia usata per trattenere prigionieri (confinati, detenuti o deportati) che generalmente vengono costretti ai lavori forzati. 
L'impero britannico, per esempio, ha in passato ridotto molte regioni dell'Australia a colonie penali. Lo stesso è stato fatto nel mondo comunista, come in Cina e nei paesi dell'Unione Sovietica (toccando l'apice con i gulag), ereditando il sistema di deportazione, prigionia e lavoro dell'impero zarista (katorga)
Spesso si tratta di strutture a metà tra campi di lavoro e carcere, simili a campi di prigionia ma di dimensione più ridotta. 

## Storia
Diversi Stati utilizzarono tale tipologia di insediamenti; ad esempio, l'Impero britannico ha utilizzato in passato diverse zone del Nord America come colonie penali. Soprattutto la provincia della Georgia era stata designata come colonia penale. I colpevoli venivano trasportati da commercianti privati e all'arrivo nelle colonie erano assegnati ai proprietari delle piantagioni. Si stima che circa 50.000 condannati britannici siano stati inviati nelle colonie americane, rappresentando circa un quarto di tutti gli immigrati britannici del XVIII secolo.
In seguito alla guerra d'indipendenza americana, l'Impero britannico iniziò a utilizzare zone dell'Australia come colonie penali. Alcune di queste furono l'isola Norfolk, la Terra di Van Diemen e il Nuovo Galles del Sud. I sostenitori della Home Rule irlandese o delle Trade Unions (martiri di Tolpuddle) furono condannati al trasporto penale (il trattamento duro iniziava già durante la lunga navigazione) nelle colonie australiane.
Altre colonie penali britanniche furono istituite in India, tra cui due delle più tristemente celebri erano nelle isole Andamane e a Hijli.

## Caratteristiche
Il regime di prigionia e di detenzione risultava molto duro e includeva spesso punizioni fisiche; molti prigionieri morivano per la durezza del trattamento, per denutrizione o per malattie causate da negligenze mediche e dalle scarse condizioni igieniche. Il sistema penale coloniale era utilizzato per prevenire eventuali fughe e per scoraggiare altri crimini una volta che la pena dei condannati fosse conclusa. Le colonie penali di solito erano localizzate in terre di frontiera, specialmente in luoghi inospitali, dove il lavoro svolto dai prigionieri risultava molto vantaggioso per le economie locali.

## Strutture famose
La Francia inviava i criminali in colonie penali tropicali. L'Isola del Diavolo, nella Guyana francese, tra il 1852 e il 1939 ospitò falsari e altri criminali, mentre la Nuova Caledonia, in Melanesia, accolse dissidenti come i comunardi e ribelli, oltre ad altri criminali.
In Ecuador, le isole di San Cristóbal (nell'arcipelago delle Galápagos) furono usate come colonia penale tra il 1869 e il 1904.
Sia la Russia imperiale sia l'Unione Sovietica usarono la Siberia come colonia penale per criminali e dissidenti. Anche se geograficamente contigua alla Russia europea, la Siberia forniva sia la collocazione remota sia un clima rigido. Il gulag e il suo predecessore zarista, il sistema dei katorga, fornivano lavori forzati per sviluppare l'industria del legno e quella mineraria, le imprese di costruzione e anche le ferrovie e le strade attraverso la Siberia.
In Italia sono esistite colonie penali agricole per criminali, omosessuali, renitenti alla leva militare, mafiosi (e, durante il fascismo, anche antifascisti). Tra le strutture più famose ci fu il forte di Fenestrelle, ma anche alcune isole minori difficilmente raggiungibili dal resto della penisola, come l'Asinara in Sardegna, le isole di Pianosa e di Capraia in Toscana, Lampedusa e Ustica in Sicilia, le Tremiti in Puglia e Ventotene nel Lazio. Ultima rimanenza di queste colonie in Italia è il carcere di Gorgona, dove i detenuti vivono liberi nel territorio e possono effettuare lavori di agricoltura, artigianato o pesca.

## Oggi
Il sistema della colonia penale è ancora presente sotto diverse forme in pochi paesi del mondo: Cina (campi di lavoro o laogai, ufficialmente aboliti nel 2013 ma esistenti sotto forme diverse); vari paesi ex-sovietici: Russia, Bielorussia, Kazakistan, Uzbekistan, Kirghizistan, Tagikistan (colonie-carceri dette colonie correttive, costituite da zona residenziale con dormitori in stile caserma militare, e zona produttiva con fabbriche o fattorie agricole); Corea del Nord (campi di lavoro e campi di concentramento detti kwalliso). Altri paesi pur senza utilizzare la colonia penale sono accusati di sfruttare il lavoro carcerario o obbligare i detenuti: due carceri delle Filippine sono così strutturati, così come alcune prigioni di certi stati degli USA (presenti ad esempio in Texas e Arizona), e alcune prigioni di Giappone, Iran e Taiwan. Anche alcune carceri di minima sicurezza dell'Ucraina hanno una struttura a colonia penale sebbene meno rigida.
In alcuni paesi i detenuti ricevono una bassa retribuzione per il lavoro, di cui buona parte usata per il loro mantenimento. 
Nel resto dei paesi del mondo, il lavoro forzato è stato abolito; il lavoro dei detenuti è volontario, retribuito con un salario minimo oppure con premi e permessi di uscita per buona condotta, e il sistema della colonia penale è stato sostituito dalla semplice reclusione con attività rieducative e talvolta l'ammissione al lavoro esterno.

## Tema culturale

### Narrativa
- Nella colonia penale è un racconto breve di Franz Kafka, dal quale il compositore Philip Glass ha ricavato un'opera lirica;
- Alcuni romanzi della serie di Aubrey-Maturin di Patrick O'Brian, tra cui L'isola della desolazione (Desolation Island, 1978) e Caccia notturna (The Nutmeg of Consolation, 1990), includono scene che si svolgono nel Nuovo Galles del Sud;
- For the Term of His Natural Life di Marcus Clarke è un romanzo del XIX secolo che riguarda la deportazione dei protagonisti nelle colonie penali australiane nel 1830. Ne esistono numerose versioni televisive, come quella del 1983 con Colin Friels;
- Papillon è un romanzo autobiografico di Henri Charrière, un francese internato in una colonia penale nella Guyana francese, da cui sono stati tratti un film omonimo nel 1973, diretto da Franklin Schaffner, e un remake nel 2017, diretto da Michael Noer;
- Il bordello galleggiante è un romanzo di Siân Rees, che racconta come la società inglese mandava criminali e prostitute in Australia;
- L'altra parte del mondo è un romanzo di Colleen McCullough, che narra il primo esperimento di deportazione dei criminali britannici in Australia, creando la colonia del Nuovo Galles del Sud e colonizzando Norfolk Island.

### Fantascienza
Il concetto di pianeti prigione, remoti e inospitali, è stato impiegato da diversi scrittori di fantascienza. Esempi famosi comprendono:
- Kessel, in Star Wars, un pianeta prigione destinato all'estrazione di spezie dal sottosuolo;
- il pianeta Omega nel romanzo Gli orrori di Omega di Robert Sheckley;
- il pianeta Salusa Secundus nel romanzo Dune di Frank Herbert;
- il pianeta Fiorina 161 in cui è ambientato il film Alien³;
- Rura Penthe, una colonia Klingon dove i prigionieri estraggono dilitio, nell'universo di Star Trek;
- la Luna nel romanzo La Luna è una severa maestra di Robert A. Heinlein;
- Crematoria è il pianeta prigione riarso dalla sua stella in The Chronicles of Riddick;
- in diversi episodi della serie televisiva Stargate SG-1 interi pianeti sono usati come colonie penali, in genere dai Goa'uld, ad esempio Hadante nell'episodio 25 (seconda stagione);
- la serie CoDominium di Jerry Pournelle cita diversi pianeti, come Tanith, Haven e Sparta, usati come luoghi di detenzione per criminali e dissidenti;
- la serie Frontiera nello spazio di Doctor Who mostra una colonia penale lunare nel ventiseiesimo secolo; una colonia simile è menzionata anche nell'episodio Bad Wolf;
- nella storia futura di Cordwainer Smith i criminali sono spediti a Shayol, dove i loro organi interni sono continuamente asportati e fatti ricrescere.